# Жиль, Валер
Валер Жозеф Жюль Жиль (фр. Valère Joseph Jules Gille; 3 мая 1867, Андерлехт — 1 июня 1950, Беверен, Восточная Фландрия) — бельгийский поэт, журналист, редактор, библиотекарь

, музейный работник. Член Королевской академии французского языка и литературы Бельгии.

## Биография
С 1885 года обучался в католическом университете Лёвена.
С 1887 года принадлежал к группе поэтов-символистов, объединившихся вокруг журнала «Молодая Бельгия» (La Jeune Belgique), куда входили также Жорж Роденбах, Макс Валлер, Анри Мобель, Иван Жилькен, Альбер Жиро.
В 1889 году вместе с Иваном Жилькеном и Альбером Жиро редактировал журнал «Молодая Бельгия». Ушёл в отставку в 1891 году, чтобы занять должность куратора Королевской библиотеки Бельгии.
Изданный в Париже в 1897 году сборник его стихов «Цитра» (La Cithare) получил высокую оценку Французской академии .
8 января 1921 года стал членом Королевской академии французского языка и литературы Бельгии, в 1925—1946 годах был её руководителем. В 1945 году занимал пост хранителя музея Вирца.

## Избранные произведения
- Le Château des merveilles (1893)
- La Cithare (1897)
- Le Collier d’Opale (1899)
- Les Tombeaux (1900)
- Le Coffret d'ébène (1901)
- La Corbeille d’octobre (1902)
- Le joli Mai (1905)
- La Victoire ailée (1921)
- Du Symbolisme (1940)
- La Jeune-Belgique. Au hasard des souvenirs (Bruxelles, Office de Publicité, 1943)

## Память
- Его именем назван сквер в Брюсселе — Square Valère-Gille.